# Leopoldo Pantieri
Leopoldo Pantieri (Teodorano, 18 febbraio 1911 – Teodorano, 11 novembre 1948) è stato un partigiano italiano.
Decorato con la Croce al merito di guerra durante la Seconda Guerra Mondiale, alla fine del servizio di leva ritornò alla natia Teodorano, frazione di Meldola, dove contribuì ad organizzare l'Associazione Nazionale Partigiani d'Italia (A. N. P. I.).
L'11 novembre 1948, nei pressi della Casa del Popolo di Teodorano, in seguito a un precedente diverbio fra il Pantieri con alcuni comunisti e un gruppo di repubblicani che, armati di pistole, sparavano contro un muro, questi ultimi, spalleggiati da alcuni noti fascisti ex-repubblichini del paese, ritornarono sul posto facendo fuoco più volte. Leopoldo Pantieri rimase ucciso e la moglie ferita. Nel 1950 il tribunale condannò Giorgio Foschi, per omicidio, a 4 anni e 6 mesi di carcere, di cui due anni condonati; condannò inoltre Romano Comandini a un anno e 6 mesi e Alvaro Comandini a 6 mesi di carcere per detenzione di armi e rissa.